# Эстремадура
Эстремаду́ра (исп. Extremadura [e(k)stɾemaˈðuɾa], эстр. Estremaúra [ehtɾemaˈuɾa], фала Extremaúra) — автономное сообщество на юго-западе Испании. Столица — Мерида, крупнейший город — Бадахос.

## Этимология
В эпоху римских завоеваний область называлась Extreme Duria, где extrema «крайняя, внешняя», Duria — «местность по реке Дуэро», от него совр. исп. Estremadura или Extremadura.

## География
Эстремадура — одна из 17 автономных областей Испании, расположена на юго-западе Испании, у границы с Португалией. В её состав входят две провинции: Касерес — на севере и Бадахос — на юге. Область занимает плоскогорье в междуречье Тахо и Гвадианы, в западной части разделенное горами Сьерра-де-Гуадалупе (высотой до 1563 м). Эстремадура на севере граничит с Кастилией-Леоном, на западе — с Португалией, на юге — с Андалусией, на востоке — с Кастилией-Ла-Манчей. Территория — 41 634 км².
Главные реки области — Гвадиана, Тахо, Арраго (Arrago), Алагон (Alagon), Сухар (Zujar). В Эстремадуре много водохранилищ, играющих важную роль в ирригации сельскохозяйственных угодий — Эмбальсе-де-Алькантара (Embalse de Alcantara), Эмбальсе-де-Вальдеканьяс (Embalse de Valdecanas), Эмбальсе-де-Гарсия-де-Сола (Embalse de Garcia de Sola), Эмбальсе-де-Орельяна (Embalse de Orellana).
Эстремадура занимает первое место[уточнить] по протяжённости береговой линии и по запасам пресной воды. Один из самых перспективных и конкурентоспособных регионов в Европе. Стратегическое месторасположение: Мадрид-Лиссабон-Севилья.

## Климат
Средиземноморский с жарким и сухим летом и влажной холодной зимой. Летом всегда больше 25 °C, в августе достигая 45 °C. Зимой в горах температура может опускаться ниже нуля.
Уровень инсоляции: 3514 часов в год.

## История
В I веке до н. э. римский император Октавиан Август разместил на этих территориях поселения уволенных со службы солдат V-го и X-го римских легионов, основав провинцию Лузитания (объединяющей территории современной Эстремадуры и части Португалии). Столица являлась стратегическим центром этой римской провинции, через который пролегали торговые пути. Тогда этот город назывался — Эмерита Аугуста (лат. Emerita Augusta). Сегодня — Мерида.
Через эту территорию проходил римский торговый путь Виа де ла Плата (исп. Via de la Plata), объединяющий север и юг Иберийского полуострова.
Эстремадура оказала сильнейшее влияние на культуру Южной и Центральной Америки, ведь именно отсюда родом были такие известные конкистадоры, как Эрнан Кортес и Франсиско Писарро.

## Демография
Население: 1 108 140 человек (2011 г.).

## Города

Провинции Эстремадуры

## Административное устройство
Столица — Мерида, крупнейший город — Бадахос.
| Провинция | Адм. центр | Население, чел. (2010) | Площадь, км² | Комарки | Кол-во муниципалитетов |
| --------- | ---------- | ---------------------- | ------------ | --- | ---------------------- |
| Бадахос   | Бадахос    | 692 137                | 21 766       | Бадахос, Кампиния-Сур, Ла-Серена, Ла-Сиберия, Лас-Вегас-Альтас, Льянос-де-Оливенса, Мерида, Сафра-Рио-Бодион, Сьерра-Суроэсте, Тентудия, Тьерра-де-Баррос                                                                                             | 165                    |
| Касерес   | Касерес    | 415 083                | 19 868       | Алькантара, Валенсия-де-Алькантара, Валье-дель-Амброс, Валье-дель-Херте, Вегас-дель-Алагон, Кампо-Араньуэло, Ла-Вера, Лас-Вильуэркас, Лас-Урдес, Лос-Иборес, Льянос-де-Касерес, Сьерра-де-Гата, Тахо-Салор, Трасьерра-Тьеррас-де-Гранадилья, Трухильо | 222                    |

## Политика
Правительство региона — Хунта де Эстремадура.
Правящая партия — PSOE (социалистическая; на апрель 2011).

## Экономика
На сегодняшний день[когда?] инвестиции в коммуникации и инфраструктуру создали благоприятные условия для развития бизнеса, здесь развивают свою деятельность важные коммерческие представительства. Богатство недр региона, а также реализация смелых инновационных и исследовательских проектов, омолодили область, и превратили Эстремадуру в технически развитый, предприимчивый регион.

### Природные ресурсы Эстремадуры
1,2 млн га обрабатываемой почвы.
2 727 233 га лесного покрытия.
1-е место в Испании по овцеводству.
3-е место в разведении крупного рогатого скота.
Более 50 % поголовья свиней иберийской породы.
Проект: Национальный Центр Свиней Иберийской породы.

### Экспорт продуктов питания
На сегодняшний день[когда?] регион Эстремадура является крупным поставщиков продуктов питания, занимая лидирующие позиции по поставкам оливок и маслин. Основные продукты питания, экспортируемые на российский рынок:
- Оливки
- Вино (розлив, бутилированное)
- Косточковые фрукты
- Мясные продукты из Иберийской свинины
- Масло оливковое
- Кондитерские изделия
- Томат промышленный

Эстремадура принимает участие в реализации исследовательских проектов. Все научно-исследовательские институты, например, Институт Аграрно-пищевых технологий Эстремадуры (INTAEX), Центр аграрных исследований «Ла Ордэн-Вальдесекера» или Региональный центр Аквакультуры «Лас Вегас дель Гуадьяна», используют инновационные процессы в аграрно-пищевом производстве с целью производства наиболее полезных продуктов питания.

### Экспорт декоративного камня
Эта отрасль зарекомендовала себя на мировом рынке под собственным товарным знаком «Piedra Natural de Extremadura». Инвестиции в исследование и машинное оборудование дают возможность предоставить архитекторам и дизайнерам комплексное решение вопросов по материалам, процессам и технике обработки.
2-й регион в Испании по добыче гранита, 3-й регион в Испании по добыче сланца.
Инвестиции в машиностроительную и металлообрабатывающую промышленность. Благодаря лидирующей позиции Эстремадуры по внедрению последних технологий данная отрасль неудержимо расширяется.

### Экспорт пробковых изделий
Будущее отрасли — вклад в инновационные процессы и новые разработки. Контрольные системы качества, научно-исследовательские проекты и высокая производительность определяют успех пробковой промышленности Эстремадуры.

### Экспорт открытого программного обеспечения (free software)
Будучи новаторами международного уровня, Эстремадура выступает за строительство общества знания, за развитие инструментов с открытым кодом, способствующих внедрению технологических инноваций. Снижение зависимости от других несовместимых прикладных программ ускорит путь к цифровой свободе, которая призывает к образованию нового цифрового общества.

### Экспорт источников возобновляемой энергии
Солнце, ветер, биомасса. Количество солнечных часов, интенсивность света, ветер, площадь превращают Эстремадуру в приёмник чистой энергии, которую многие предприятия уже преобразовывают в рентабельность и устойчивое развитие.

### Виноделие
Виноделие является одной из основных отраслей экономики региона. В настоящее время Эстремадура насчитывает более 90 000 гектаров виноградников, которые сконцентрированы в провинции Бадахос. На национальном уровне Эстремадура производит 4,5 миллиона гектолитров, занимая второе место по производству вина в Испании.
С основанием Регулирующего Совета Д. О. началась новая эра в культуре виноделия Эстремадуры. В короткий срок структура была модернизирована, и регион проложил себе дорогу в XXI век. Благодаря многочисленным инвестициям в технологии, усилиям энологов и виноградарей Д. О. Рибера дэль Гуадиана заняло важное место среди винодельческих регионов Испании.
Около 29 000 гектаров больших виноградников Д. О. подразделяются на 6 производственных зон, находящихся в однородных климатических условиях, несмотря на то, что они расположены в десятках километров друг от друга. Эти зоны: Тьерра дэ Баррос (Tierra de Barros), Матанэгра (Matanegra), Рибера Альта (Ribera alta), Рибера Баха (Ribera Baja), Каньямэро (Cañamero) и Монтанчес (Montánchez). И даже когда продолжительные жаркое лето ведет к быстрому созреванию винограда, здесь добиваются производства молодого, сочного и качественного вина, благодаря применяемым современным технологиям. Эти зрелые и чистые вина удивляют своим типичным испанским характером и оптимальным соотношением между ценой и качеством.

## Культура
Богатейшая история региона нашла своё отражение в архитектуре городов. В Мериде с римских времен сохранился самый длинный римский мост, перекинутый через реку Гуадиана, портик храма Дианы, театр, где до сих пор идут постановки. В этом древнем театре пели и Монтсеррат Кабалье, и Хосе Каррерас.
Находятся под охраной ЮНЕСКО и считаются достоянием человечества следующие города Эстремадуры:
- Мерида
- Касерес
- Гуадалупе

## Достопримечательности
- Сафра: Замок графа Фериа. Две красивые площади Plaza Grande и Plaza Chica.
- Мерида: Полукруглый римский театр (Teatro Romano, II век). Остатки древнеримской виллы (Casa del Anfiteatro; мозаичный пол). Музей римского искусства (арх. Рафаэль Монео) — великолепное собрание скульптуры и изделий древнеримских областей.
- Бадахос: Музей современного иберо-американского искусства (Museo Extremeno Iberoamericano de Arte Contemporaneo; C. Museo, 2).
- Касерес: Старый город — музейный Монументальный квартал (Barrio Monumental); находится под охраной ЮНЕСКО. Дворец Паласио-де-лос-Толедо-Монтесума (Palacio de los Toledo-Montezuma, XVI век).
- Замок-монастырь Гвадалупе, основанный в 1341 году Альфонсом XI. В католической Испании он долгое время был вторым по значению (после Сантьяго-де-Компостела) центром паломничества.